# Harpactea
Harpactea este un gen de păianjeni din familia Dysderidae.

## Specii[1]
- Harpactea abantia
- Harpactea achsuensis
- Harpactea acuta
- Harpactea aeoliensis
- Harpactea aeruginosa
- Harpactea agnolettii
- Harpactea albanica
- Harpactea alexandrae
- Harpactea algarvensis
- Harpactea alicatai
- Harpactea angustata
- Harpactea apollinea
- Harpactea arguta
- Harpactea armenica
- Harpactea auresensis
- Harpactea auriga
- Harpactea aurigoides
- Harpactea azerbajdzhanica
- Harpactea azowensis
- Harpactea babori
- Harpactea blasi
- Harpactea buchari
- Harpactea caligata
- Harpactea camenarum
- Harpactea carusoi
- Harpactea catholica
- Harpactea caucasia
- Harpactea cecconii
- Harpactea chreensis
- Harpactea christae
- Harpactea coccifera
- Harpactea colchidis
- Harpactea corinthia
- Harpactea corticalis
- Harpactea cressa
- Harpactea dashdamirovi
- Harpactea deelemanae
- Harpactea deltshevi
- Harpactea diraoi
- Harpactea dobati
- Harpactea doblikae
- Harpactea dufouri
- Harpactea dumonti
- Harpactea eskovi
- Harpactea fageli
- Harpactea forcipifera
- Harpactea gaditana
- Harpactea galatica
- Harpactea gennargentu
- Harpactea globifera
- Harpactea golovatchi
- Harpactea gridellii
- Harpactea grisea
- Harpactea hauseri
- Harpactea haymozi
- Harpactea heizerensis
- Harpactea heliconia
- Harpactea henschi
- Harpactea herodis
- Harpactea hispana
- Harpactea hombergi
- Harpactea hyrcanica
- Harpactea incerta
- Harpactea incurvata
- Harpactea indistincta
- Harpactea innupta
- Harpactea isaurica
- Harpactea johannitica
- Harpactea kalaensis
- Harpactea karabachica
- Harpactea kareli
- Harpactea korgei
- Harpactea krueperi
- Harpactea kulczynskii
- Harpactea lazonum
- Harpactea lepida
- Harpactea loebli
- Harpactea logunovi
- Harpactea longitarsa
- Harpactea longobarda
- Harpactea lyciae
- Harpactea maelfaiti
- Harpactea magnibulbi
- Harpactea major
- Harpactea martensi
- Harpactea mcheidzeae
- Harpactea medeae
- Harpactea mehennii
- Harpactea mertensi
- Harpactea minoccii
- Harpactea minuta
- Harpactea mithridatis
- Harpactea mitidjae
- Harpactea modesta
- Harpactea monicae
- Harpactea mouzaiensis
- Harpactea muscicola
- Harpactea nachitschevanica
- Harpactea nausicaae
- Harpactea nenilini
- Harpactea nuragica
- Harpactea oglasana
- Harpactea oranensis
- Harpactea ortegai
- Harpactea osellai
- Harpactea ouarsenensis
- Harpactea ovata
- Harpactea paradoxa
- Harpactea parthica
- Harpactea piligera
- Harpactea pisidica
- Harpactea proxima
- Harpactea punica
- Harpactea reniformis
- Harpactea rubicunda
- Harpactea rucnerorum
- Harpactea ruffoi
- Harpactea rugichelis
- Harpactea saeva
- Harpactea samuili
- Harpactea sanctaeinsulae
- Harpactea sanctidomini
- Harpactea sardoa
- Harpactea sbordonii
- Harpactea sciakyi
- Harpactea secunda
- Harpactea senalbensis
- Harpactea serena
- Harpactea sicula
- Harpactea sinuata
- Harpactea spasskyi
- Harpactea srednagora
- Harpactea stalitoides
- Harpactea strandi
- Harpactea strandjica
- Harpactea strinatii
- Harpactea sturanyi
- Harpactea subiasi
- Harpactea talyschica
- Harpactea thaleri
- Harpactea undosa
- Harpactea vagabunda
- Harpactea vignai
- Harpactea villehardouini
- Harpactea yakourensis
- Harpactea zaitzevi
- Harpactea zannonensis
- Harpactea zjuzini
- Harpactea zoiai